# Azermarka

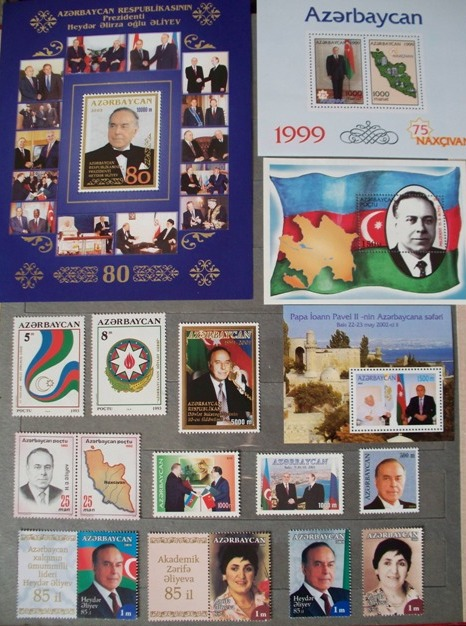
Sellos básicos y conmemorativos de azerbaiyanos destacados producidos por Azermarka.

Azermarka (en azerí: Azərmarka) es la empresa estatal de Azerbaiyán responsable de la producción y venta de sellos postales en Azerbaiyán. Es dirigida por el Ministerio de Comunicaciones y Tecnologías de la Información de Azerbaiyán.
Desde 1992 se han producido una variedad de sellos básicos y conmemorativos que representan temas locales y de actualidad. También se han emitido sobres de primer día y enteros postales.
Se fucionó con Azərpoçt el 27 de abril de 2021.